# 定幅図形
定幅図形（ていふくずけい）は、差渡しの幅が常に一定となる図形である。つまり、転がした時に高さが変わらない図形である。ただし、重心の高さは変わっても良い。
2次元の閉曲線の場合は定幅曲線 (curve of constant width)、3次元の閉曲面の場合は定幅曲面 (surface of constant width) という。定幅曲線には円やルーローの多角形など（の周）、定幅曲面には球など（の表面）がある。

## 周長と面積
幅が同じ定幅曲線の周長は一定である。すなわち、幅 s の定幅曲線の周長は直径 s の円周と同じ {\displaystyle \pi s\,} である。これをバルビエ (Barbier) の定理と呼ぶ。
幅が（すなわち周長が）同じでも、面積は異なりうる。円は周長が同じ図形の中で面積が最大なので、幅 s の定幅曲線の中でも最大である。その面積は
{\displaystyle {\frac {\pi }{4}}s^{2}\approx 0.785398s^{2}}
である。
それに対し、面積が最小なのはルーローの三角形である。これをブラシュケ・ルベーグ (Blaschke-Lebesgue) の定理と呼ぶ。その面積は
{\displaystyle {\frac {1}{2}}\left(\pi -{\sqrt {3}}\right)s^{2}\approx 0.704771s^{2}}
で、同じ幅の円の面積の 0.897342 倍である。

## 応用
定幅曲線の応用例として、マンホールの蓋がある。マンホールの蓋の落下防止のために、穴の差し渡しの最大幅が蓋の形状の最小幅よりも小さくなるようにしようとすれば、一般には蓋は実際の穴よりもかなり大きな面積を占有することになる。ここで蓋の形状として定幅曲線（ほとんどの場合は円）を採用すると、蓋の大きさと実際の穴の大きさとを近いものにすることができるため都合が良い。

## 問題点
円筒や球を作りたい場合に直感的に思いつく「2枚の平面を一定の幅にセットして、その間で転がす」という手法では、たとえばベアリングなど高い精度が必要な場合には問題がある。何らかの方法で中心がズレないようにしなければ、真円や真球ではなくルーローの多角形となるのである。